# Ernst Theodor Haux
Ernst Theodor Haux (* 11. März 1863 in Reutlingen; † 5. Februar 1938 in Tübingen) war ein deutscher Industriemanager.

## Leben
Ernst Theodor Haux besuchte in Reutlingen und Stuttgart das Gymnasium und studierte anschließend an der Eberhard Karls Universität Tübingen Staatswissenschaften. In Tübingen wurde er Mitglied der Studentenverbindung Normannia. Nach dem Examen hatte eine Anstellung in Schorndorf als Buchhalter. Es folgte eine Anstellung in Stuttgart und beim königlich württembergischen Finanzministerium.
Am 1. Juni 1896 wechselte Haux in das Direktorium der Firma Krupp nach Essen. Infolge eines besonderen Vertrauensverhältnisses setzte Friedrich Alfred Krupp ihn in seinem Testament zusammen mit Gustav Hartmann als Testamentsvollstrecker ein. Von 1900 bis 1918 war Haux Stadtverordneter in Essen.
Wegen eines Augenleidens ließ Haux sich 1921 in den Ruhestand versetzen, war aber bis zu seinem Tod weiterhin im Aufsichtsrat der Friedrich Krupp AG vertreten.

## Familie
Der Kameramann und Fernsehmoderator Jan Thilo Haux (1919–2001) war der Sohn seines ältesten Sohnes Walter Haux.

## Ehrung
Nach Ernst Theodor Haux ist in Essen der Hauxplatz im Stadtteil Margarethenhöhe benannt.

## Weblink
- Haux, Ernst Theodor, Kurzbiographie des Landesarchivs Baden-Württemberg